# Alen Stajcic
Alen Stajcic (2 de novembro de 1973) é um ex-futebolista semi-profissional e treinador australiano que atuava como meia.

## Carreira
Alen Stajcic comanda a Seleção Australiana de Futebol Feminino desde 2014, convocou e representará nas Olimpíadas de 2016. 